# Villeneuvette
Pour les articles homonymes, voir Villeneuve.
Villeneuvette est une commune française située dans le département de l'Hérault, en région Occitanie.
Sa manufacture de draps puis d'uniformes militaires, la manufacture de Villeneuvette, est créée en 1673 sous Louis XIV, Ce village-usine donne un aperçu concret du volontarisme économique manifesté par le colbertisme.
La commune est classée en Zone de protection du patrimoine architectural, urbain et paysager (ZPPAUP) depuis 1995 pour l'originalité et la qualité de son patrimoine, et dispose d'un patrimoine naturel remarquable protégé par des zones Natura 2000 et des ZNIEFF.

## Géographie

### Localisation
La commune se trouve dans la zone d'emploi de Montpellier et le bassin de vie de Clermont-l'Hérault.

### Communes limitrophes
Les communes limitrophes sont  Cabrières, Clermont-l'Hérault, Lieuran-Cabrières, Mourèze et Nébian.
|           | Clermont-l'Hérault |        |
| Mourèze   | Villeneuvette      | Nébian |
| Cabrières | Lieuran-Cabrières  |        |

### Géologie et relief
La superficie de la commune est de 3,14 km2 ; son altitude varie de 116  à   317 mètres.

### Climat
Pour des articles plus généraux, voir Climat de l'Occitanie et Climat de l'Hérault.
En 2010, le climat de la commune est de type climat méditerranéen franc, selon une étude s'appuyant sur une série de données couvrant la période 1971-2000. En 2020, Météo-France publie une typologie des climats de la France métropolitaine dans laquelle la commune est exposée à un climat méditerranéen et est dans la région climatique Provence, Languedoc-Roussillon, caractérisée par une pluviométrie faible en été, un très bon ensoleillement (2 600 h/an), un été chaud (21,5 °C), un air très sec en été, sec en toutes saisons, des vents forts (fréquence de 40 à 50 % de vents > 5 m/s) et peu de brouillards.
Pour la période 1971-2000, la température annuelle moyenne est de 14,1 °C, avec une amplitude thermique annuelle de 16,1 °C. Le cumul annuel moyen de précipitations est de 869 mm, avec 7 jours de précipitations en janvier et 2,7 jours en juillet. Pour la période 1991-2020, la température moyenne annuelle observée sur la station météorologique la plus proche, située sur la commune de Saint-André-de-Sangonis à 9 km à vol d'oiseau, est de 15,5 °C et le cumul annuel moyen de précipitations est de 652,4 mm,. Pour l'avenir, les paramètres climatiques de la commune estimés pour 2050 selon différents scénarios d'émission de gaz à effet de serre sont consultables sur un site dédié publié par Météo-France en novembre 2022.

### Milieux naturels et biodiversité

#### Réseau Natura 2000

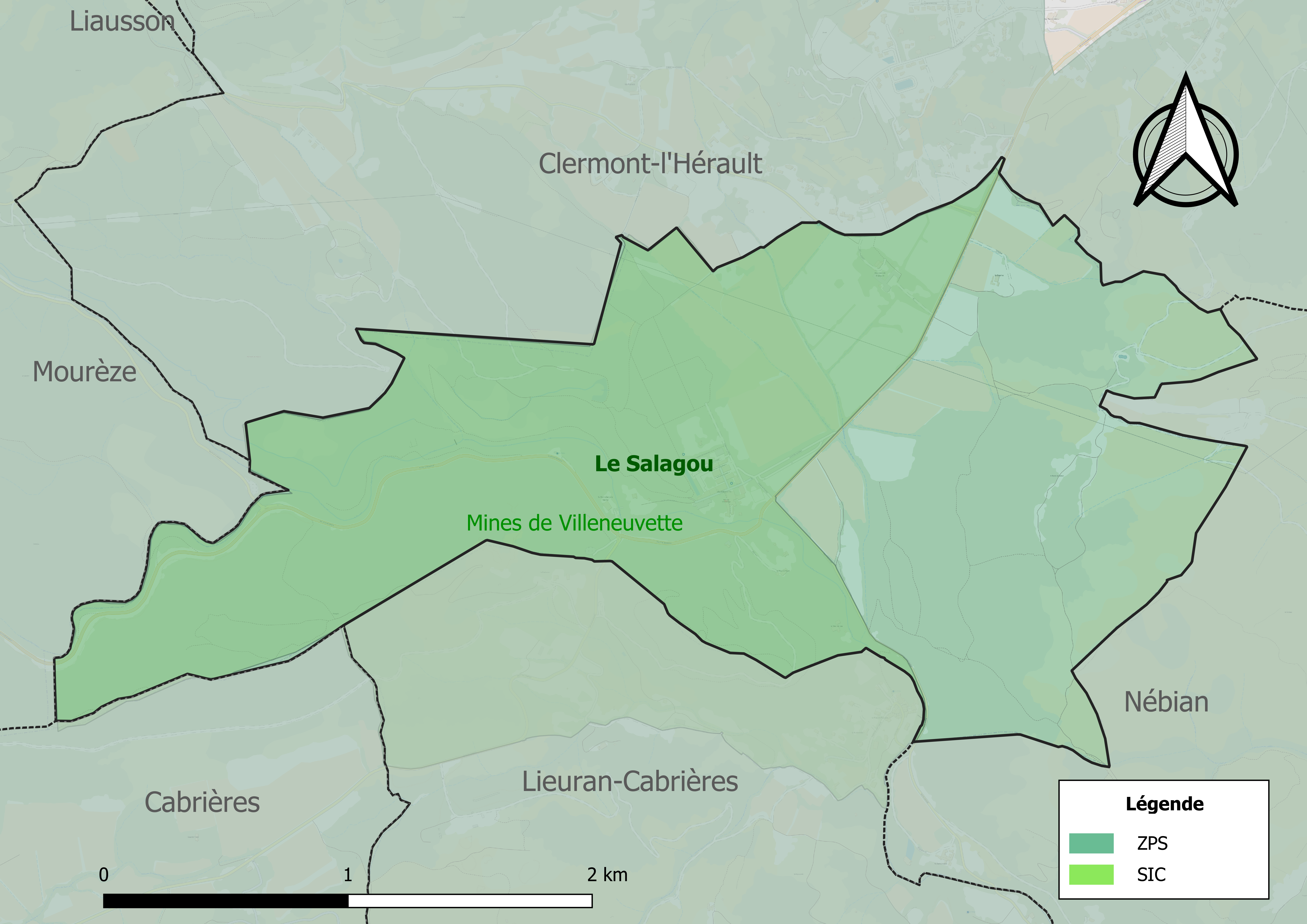
Site Natura 2000 sur le territoire communal.

Le réseau Natura 2000 est un réseau écologique européen de sites naturels d'intérêt écologique élaboré à partir des directives habitats et oiseaux, constitué de zones spéciales de conservation (ZSC) et de zones de protection spéciale (ZPS).
Un site Natura 2000 a été défini sur la commune au titre de la directive habitats :
- les « mines de Villeneuvette », d'une superficie de 255 ha, abritant d'importantes colonies de chauve-souris : Minioptère de Schreibers (transit), Vespertilion de Capaccini, Grands rhinolophes[10]

et un au titre de la directive oiseaux : 
- « le Salagou », d'une superficie de 12 794 ha, effectuant la transition entre la plaine languedocienne et les premiers contreforts de la montagne Noire et du Larzac. Outre l'aigle de Bonelli, trois autres espèces d'oiseaux ont également été prises en compte dans la délimitation de la ZPS, l'Outarde canepetière, le Blongios nain et le Busard cendré[11].

#### Zones naturelles d'intérêt écologique, faunistique et floristique
L’inventaire des zones naturelles d'intérêt écologique, faunistique et floristique (ZNIEFF) a pour objectif de réaliser une couverture des zones les plus intéressantes sur le plan écologique, essentiellement dans la perspective d’améliorer la connaissance du patrimoine naturel national et de fournir aux différents décideurs un outil d’aide à la prise en compte de l’environnement dans l’aménagement du territoire.
Deux ZNIEFF de type 1 sont recensées sur la commune :
le « massif de la Ramasse » (391 ha), couvrant 3 communes du département et 
les « mines de Villeneuvette » (175 ha), couvrant 2 communes du département
et une ZNIEFF de type 2, : 
le « massif de Mourèze et la plaine agricole et garrigues de Péret » (8 126 ha), couvrant 13 communes du département.

Carte des ZNIEFF de type 1 et 2 à Villeneuvette.
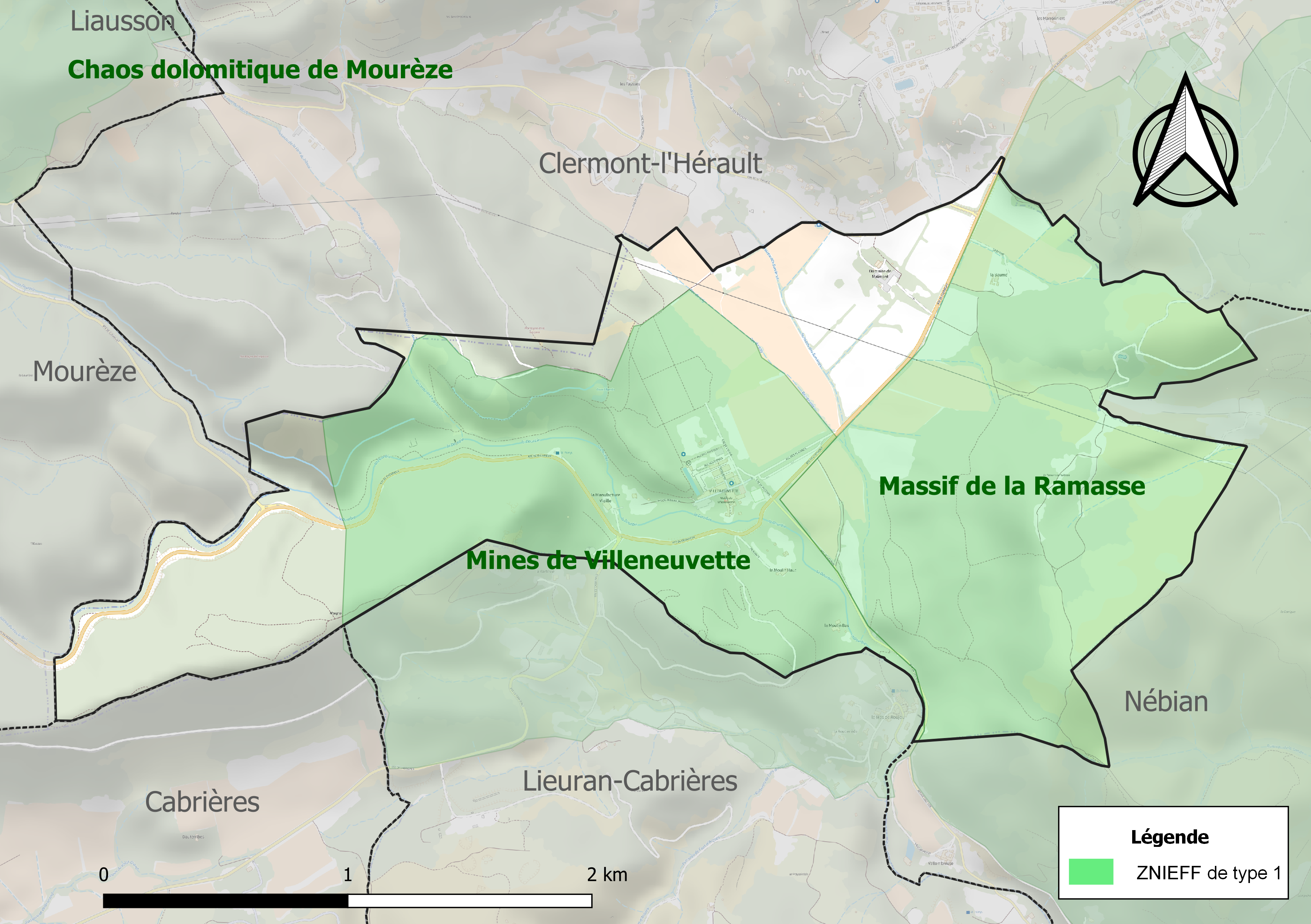
Carte des ZNIEFF de type 1 sur la commune.
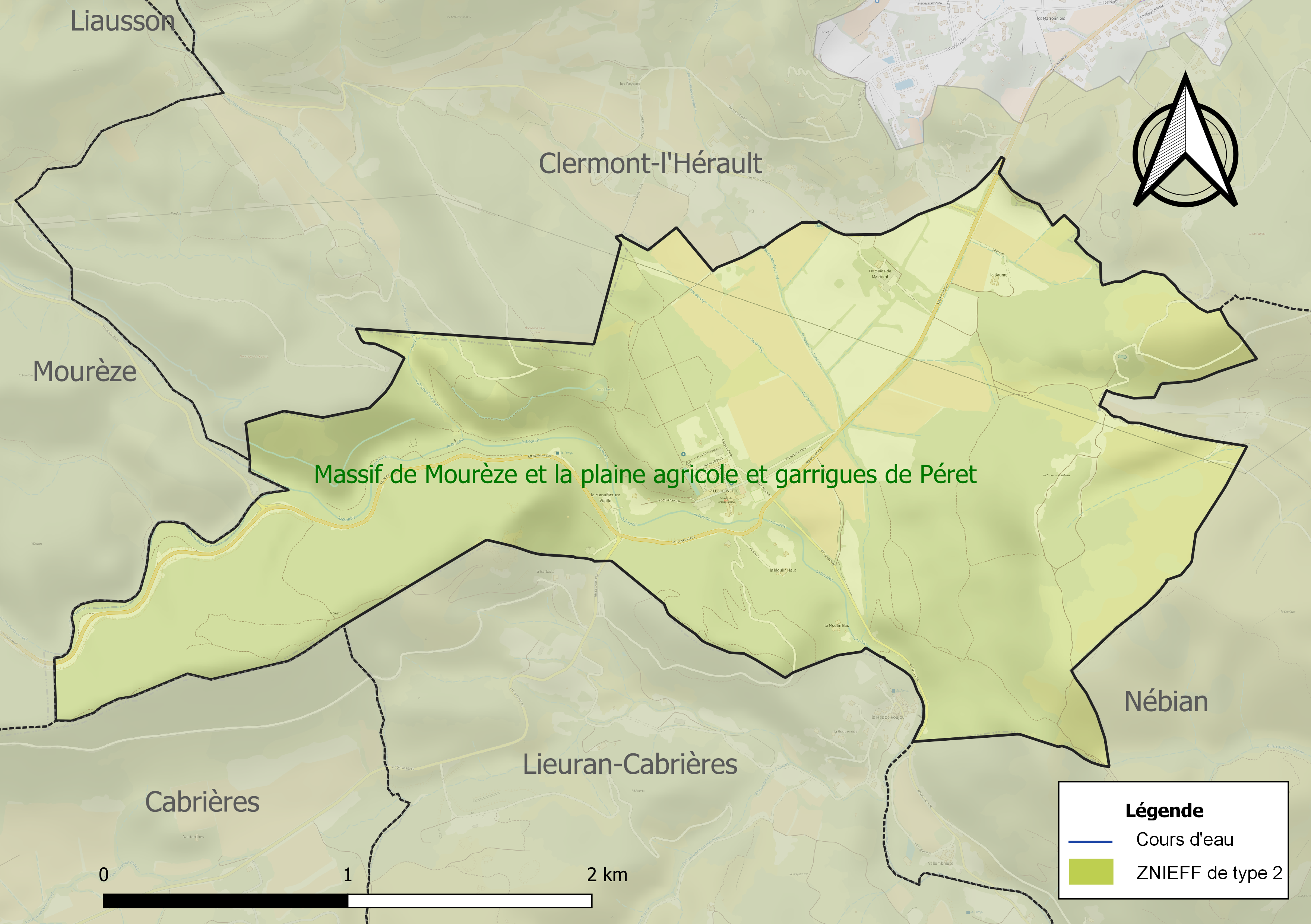
Carte de la ZNIEFF de type 2 sur la commune.

## Urbanisme

### Typologie
Au 1er janvier 2024, Villeneuvette est catégorisée commune rurale à habitat dispersé, selon la nouvelle grille communale de densité à sept niveaux définie par l'Insee en 2022.
Elle est située hors unité urbaine et hors attraction des villes,.

### Occupation des sols

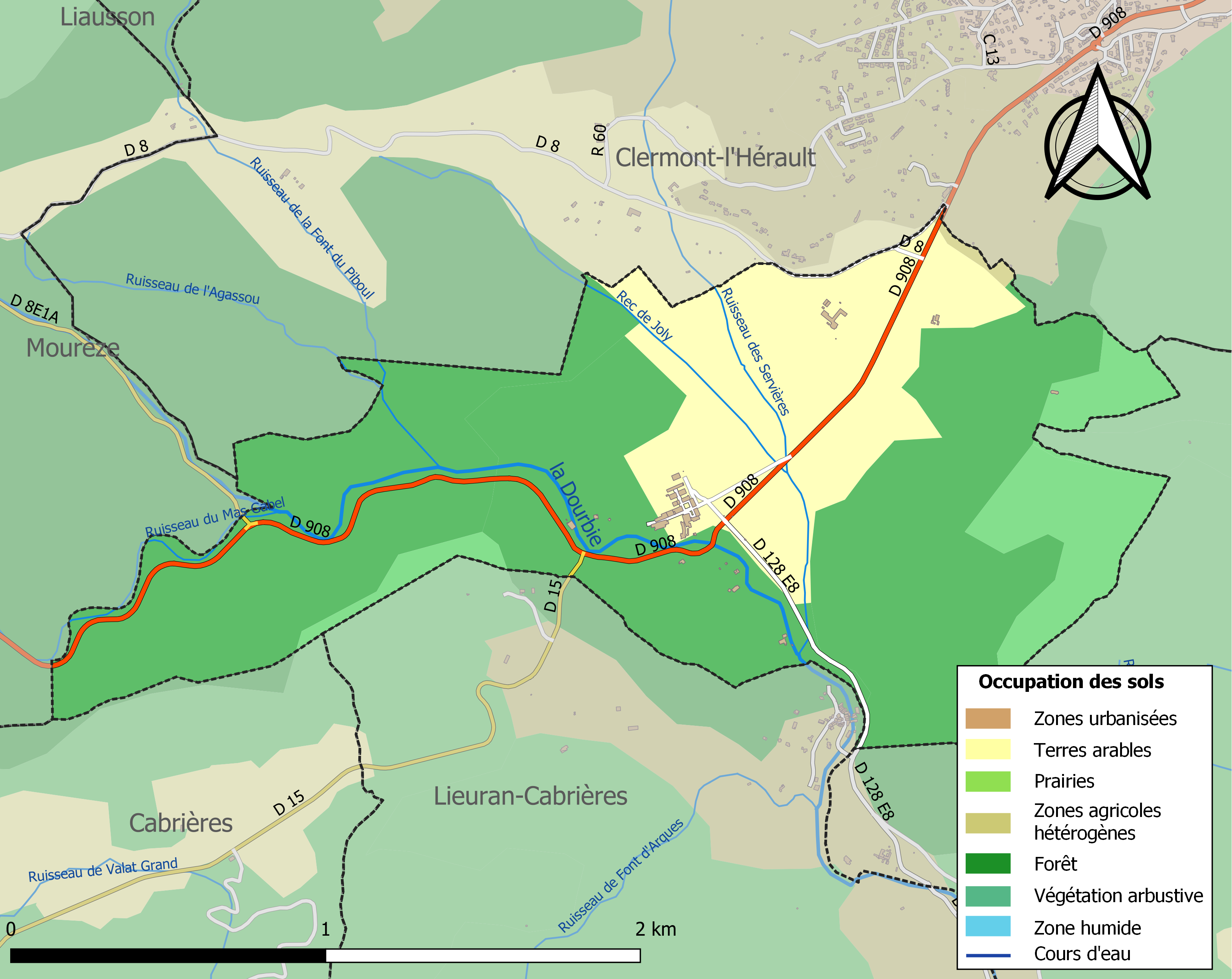
Carte des infrastructures et de l'occupation des sols de la commune en 2018 (CLC).

L'occupation des sols de la commune, telle qu'elle ressort de la base de données européenne d’occupation biophysique des sols Corine Land Cover (CLC), est marquée par l'importance des forêts et milieux semi-naturels (76 % en 2018), une proportion sensiblement équivalente à celle de 1990 (76,8 %).
La répartition détaillée en 2018 est la suivante : forêts (65,2 %), cultures permanentes (23,8 %), milieux à végétation arbustive et/ou herbacée (10,8 %), zones agricoles hétérogènes (0,2 %).
L'évolution de l’occupation des sols de la commune et de ses infrastructures peut être observée sur les différentes représentations cartographiques du territoire : la carte de Cassini (XVIIIe siècle), la carte d'état-major (1820-1866) et les cartes ou photos aériennes de l'IGN pour la période actuelle (1950 à aujourd'hui).

### Habitat et logement
En 2021, le nombre total de logements dans la commune était de 60, alors qu'il était de 63 en 2016 et de 61 en 2011.
Parmi ces logements, 57 % étaient des résidences principales, 38 % des résidences secondaires et 5 % des logements vacants. Ces logements étaient pour 84 % d'entre eux des maisons individuelles et pour 16 % des appartements.
Le tableau ci-dessous présente la typologie des logements à Villeneuvette en 2021 en comparaison avec celle de l'Hérault et de la France entière. Une caractéristique marquante du parc de logements est ainsi une proportion de résidences secondaires et logements occasionnels (38 %) supérieure à celle du département (17,8 %) et à celle de la France entière (9,7 %).
| Typologie                                               | Villeneuvette | Hérault | France entière |
| ------------------------------------------------------- | ------------- | ------- | -------------- |
| Résidences principales (en %)                           | 57            | 75,2    | 82,2           |
| Résidences secondaires et logements occasionnels (en %) | 38            | 17,8    | 9,7            |
| Logements vacants (en %)                                | 5             | 7       | 8,1            |

### Risques naturels et technologiques
Le territoire de la commune de Villeneuvette est vulnérable à différents aléas naturels : météorologiques (tempête, orage, neige, grand froid, canicule ou sécheresse), inondations, feux de forêts et séisme (sismicité faible). Il est également exposé à un risque technologique,  le transport de matières dangereuses, et à un risque particulier : le risque de radon. Un site publié par le BRGM permet d'évaluer simplement et rapidement les risques d'un bien localisé soit par son adresse soit par le numéro de sa parcelle.

#### Risques naturels
Certaines parties du territoire communal sont susceptibles d’être affectées par le risque d’inondation par débordement de cours d'eau, notamment la Dourbie. La commune a été reconnue en état de catastrophe naturelle au titre des dommages causés par les inondations et coulées de boue survenues en 1982 et 2015,.
Villeneuvette est exposée au risque de feu de forêt. Un plan départemental de protection des forêts contre les incendies (PDPFCI) a été approuvé en juin 2013 et court jusqu'en 2022, où il doit être renouvelé. Les mesures individuelles de prévention contre les incendies sont précisées par deux arrêtés préfectoraux et s’appliquent dans les zones exposées aux incendies de forêt et à moins de 200 mètres de celles-ci. L’arrêté du 25 avril 2002 réglemente l'emploi du feu en interdisant notamment d’apporter du feu, de fumer et de jeter des mégots de cigarette dans les espaces sensibles et sur les voies qui les traversent sous peine de sanctions. L'arrêté du 11 mars 2013 rend le débroussaillement obligatoire, incombant au propriétaire ou ayant droit,.

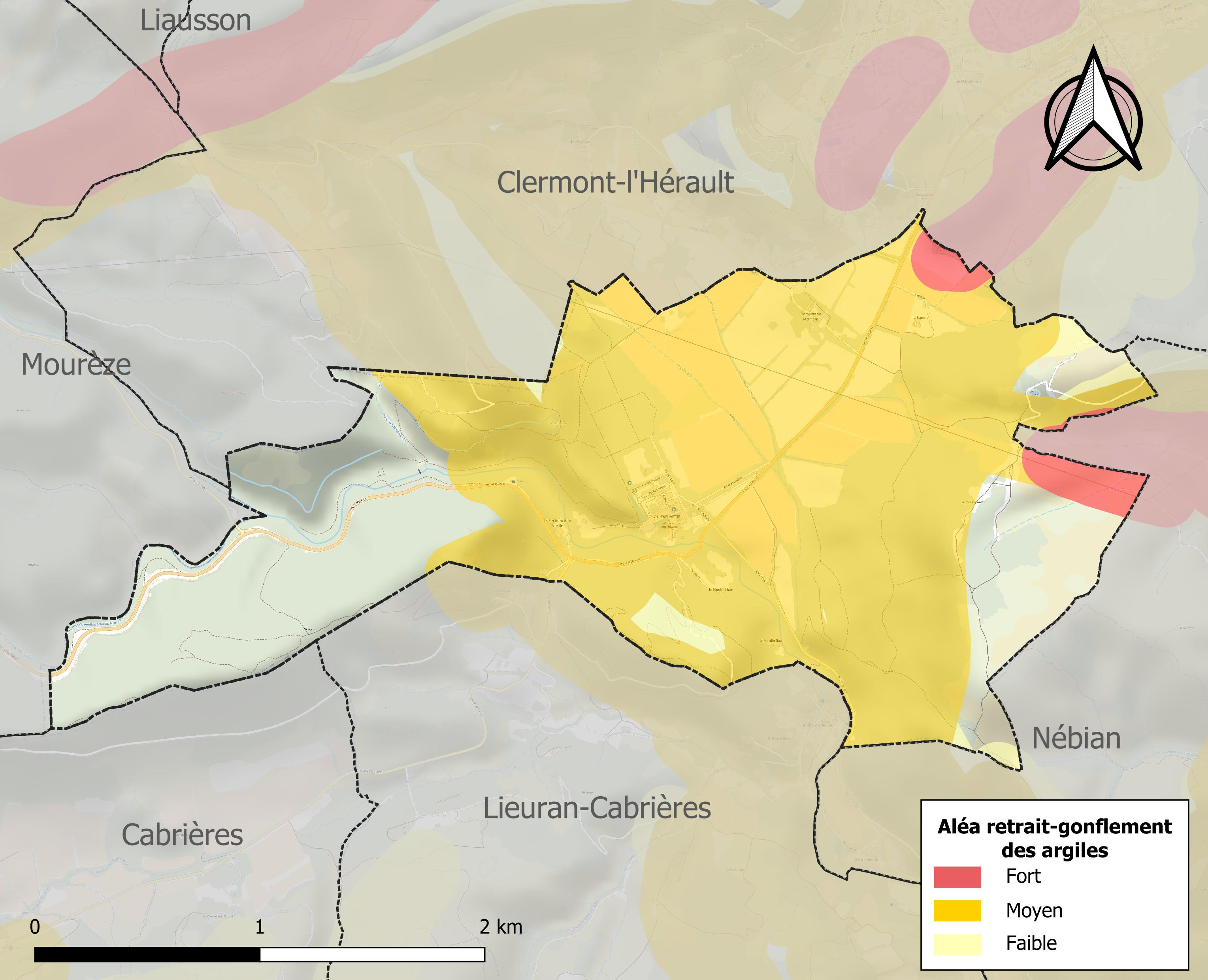
Carte des zones d'aléa retrait-gonflement des sols argileux de Villeneuvette.

Le retrait-gonflement des sols argileux est susceptible d'engendrer des dommages importants aux bâtiments en cas d’alternance de périodes de sécheresse et de pluie. 67,9 % de la superficie communale est en aléa moyen ou fort (59,3 % au niveau départemental et 48,5 % au niveau national). Sur les 50 bâtiments dénombrés sur la commune en 2019, 50 sont en aléa moyen ou fort, soit 100 %, à comparer aux 85 % au niveau départemental et 54 % au niveau national. Une cartographie de l'exposition du territoire national au retrait gonflement des sols argileux est disponible sur le site du BRGM,.
Par ailleurs, afin de mieux appréhender le risque d’affaissement de terrain, l'inventaire national des cavités souterraines permet de localiser celles situées sur la commune.

#### Risques technologiques
Le risque de transport de matières dangereuses sur la commune est lié à sa traversée par des infrastructures routières ou ferroviaires importantes ou la présence d'une canalisation de transport d'hydrocarbures. Un accident se produisant sur de telles infrastructures est susceptible d’avoir des effets graves sur les biens, les personnes ou l'environnement, selon la nature du matériau transporté. Des dispositions d’urbanisme peuvent être préconisées en conséquence.

#### Risque particulier
Dans plusieurs parties du territoire national, le radon, accumulé dans certains logements ou autres locaux, peut constituer une source significative d’exposition de la population aux rayonnements ionisants. Certaines communes du département sont concernées par le risque radon à un niveau plus ou moins élevé. Selon la classification de 2018, la commune de Villeneuvette est classée en zone 2, à savoir zone à potentiel radon faible mais sur lesquelles des facteurs géologiques particuliers peuvent faciliter le transfert du radon vers les bâtiments.

## Toponymie
La commune est connue sous la variante « Villenouvette ».
Le nom en occitan de la commune est est : La Fatura.

## Histoire

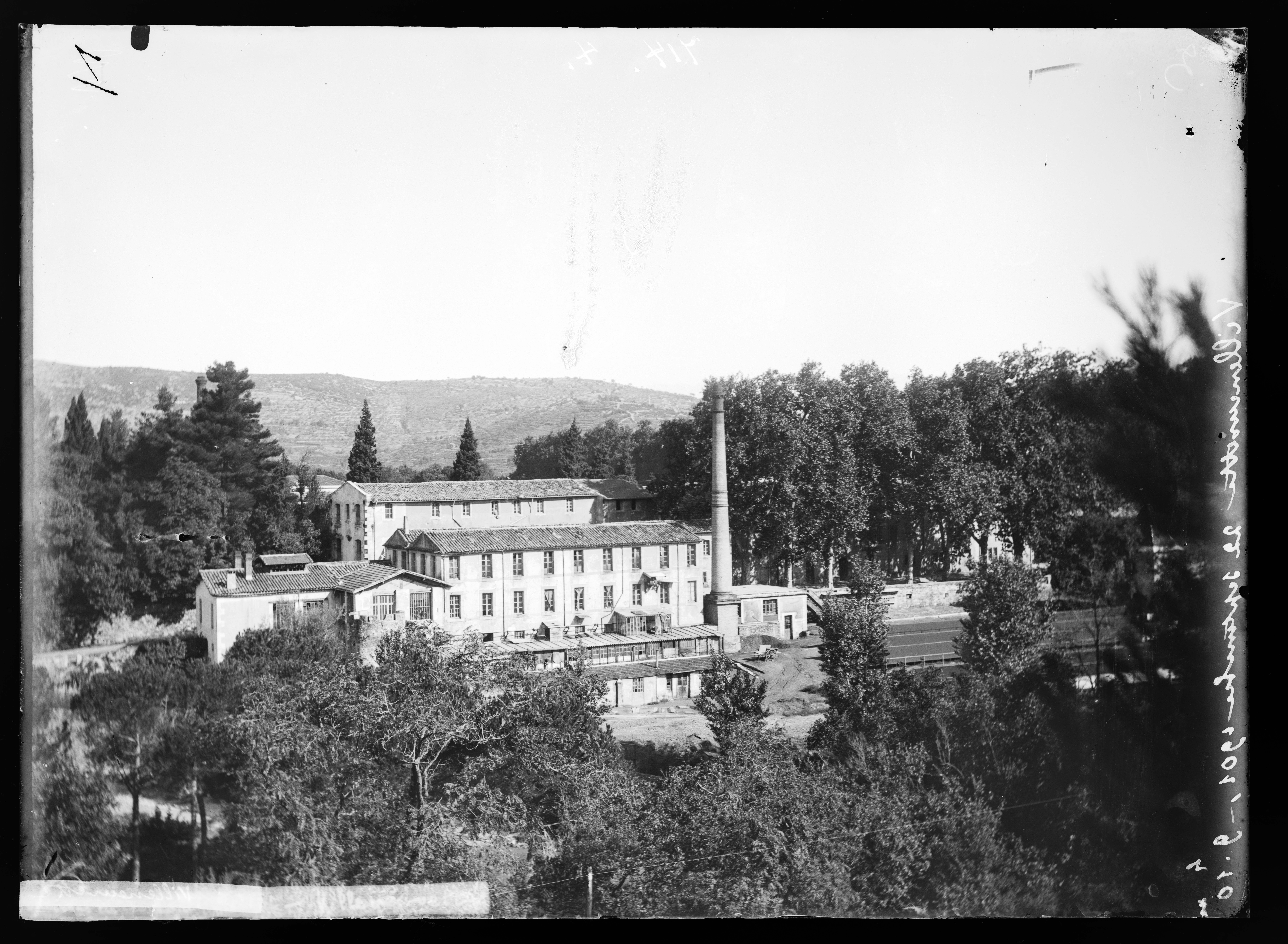
Photographie de la manufacture en 1901.

### Temps modernes
La manufacture de Villeneuvette est créée en 1673 sur l'initiative privée de Pierre Baille, marchand de Clermont-Lodève. Elle va connaître un essor favorable à partir de 1675, ce qui se traduit par de nouvelles constructions. Le 27 juillet 1677, le site devient manufacture royale et s'étend progressivement sur le territoire des paroisses avoisinantes. Colbert accorde sa protection à l'entreprise en échange d'une réglementation stricte de la qualité des produits (fabrication de draps fins de couleurs vives). Dans la lignée du mouvement mercantiliste, les produits sont destinés à l'exportation et à faire pièce à la prépondérance anglo-hollandaise dans le commerce du textile aux pays du Levant et du bassin méditerranéen.

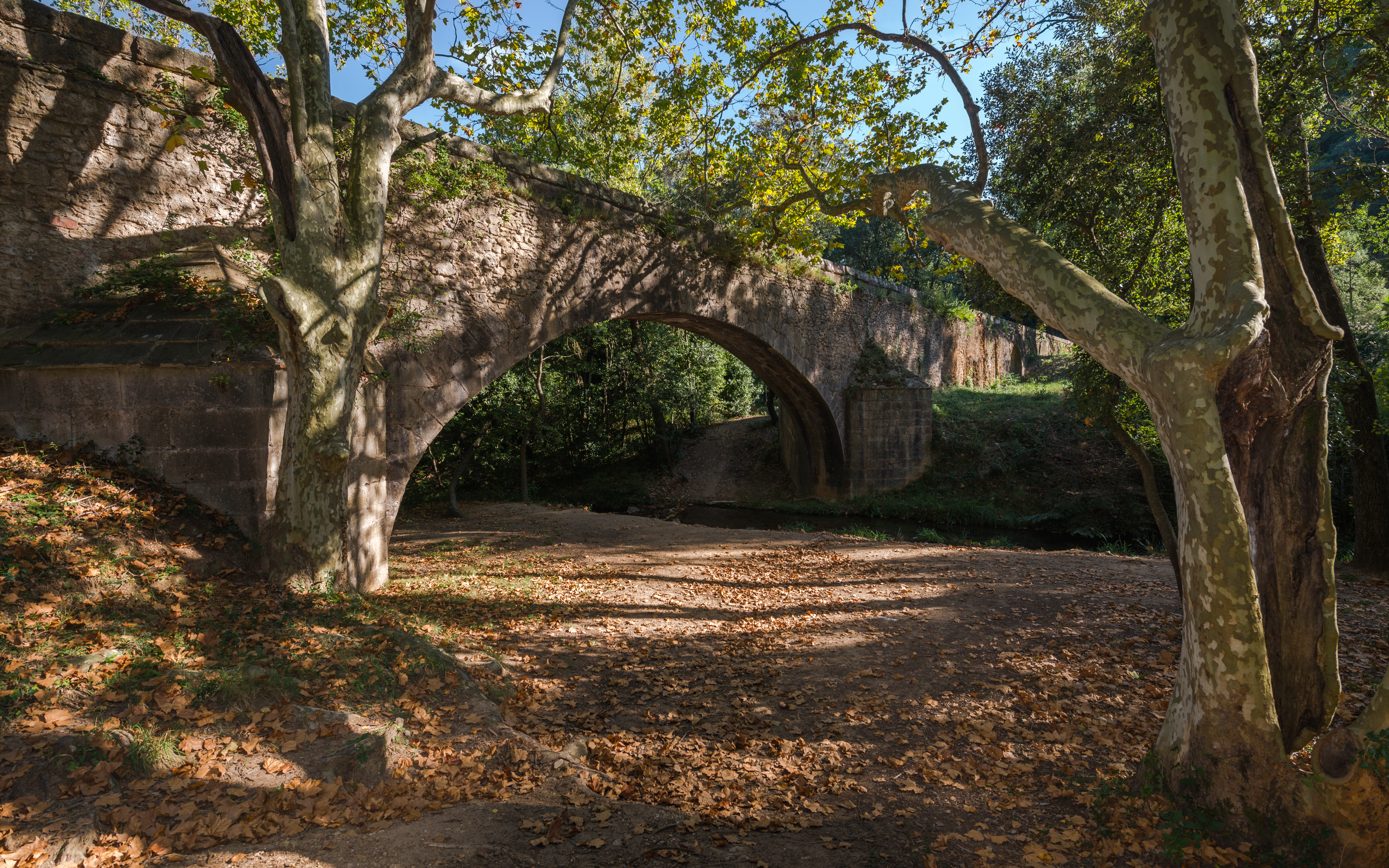
Le pont de l'Amour (aqueduc).

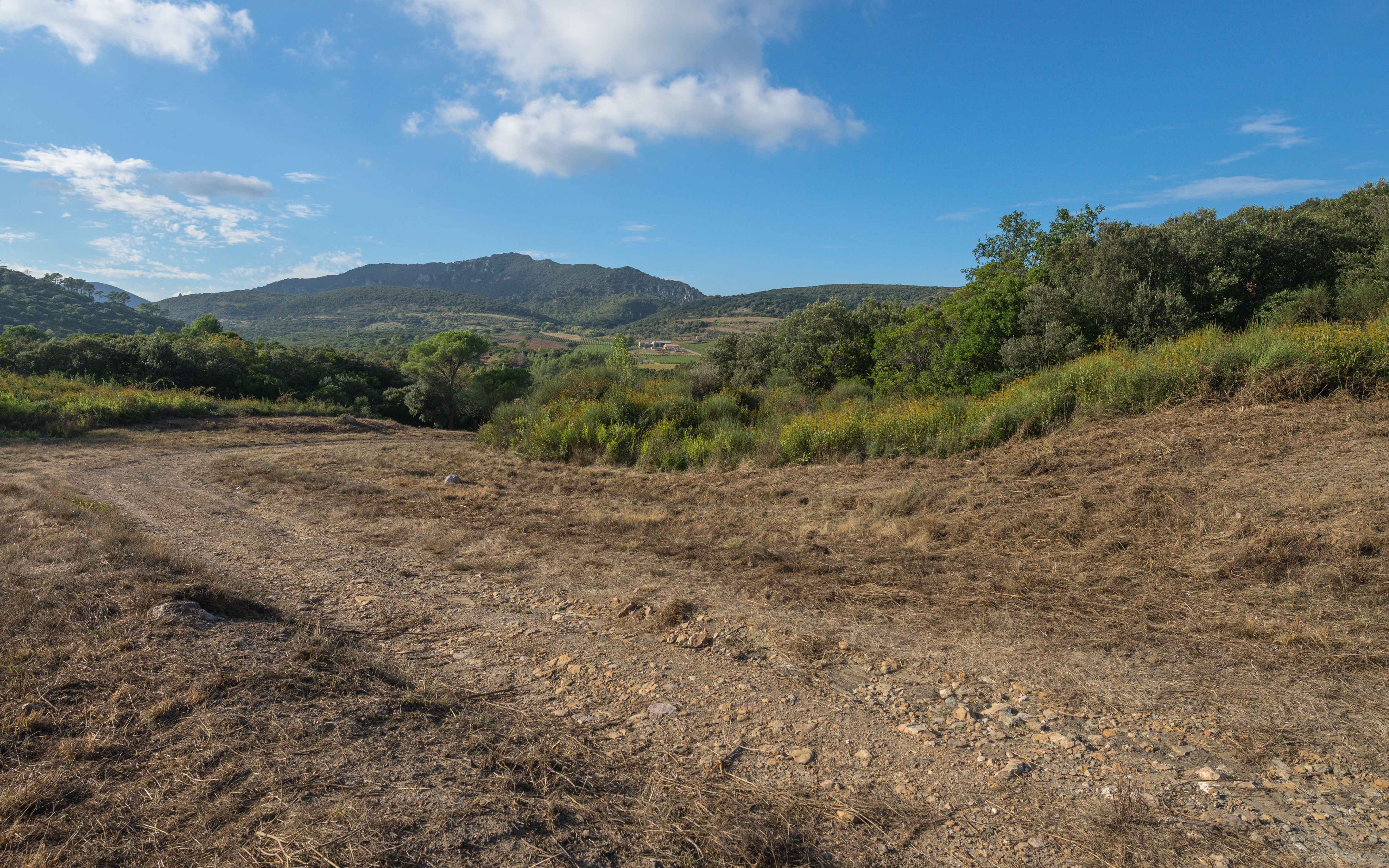
La montagne de Liausson depuis Villeneuvette.

Après avoir cessé son activité en 1699, plusieurs propriétaires se succèdent : peu après 1725, sous Castanier d'Auriac, la manufacture emploie 800 personnes dont 300 résident à Villeneuvette. Le travail se faisant à la maison, chaque tisserand et sa famille disposent d'un logement propre dans lequel le métier est installé au rez-de-chaussée, et le logement à l'étage. La manufacture de Villeneuvette réalise alors 300 à 400 000 livres de chiffre d'affaires et expédie chaque année en direction du Levant 120 ballots de drap. Quarante-sept logements supplémentaires, des foulons, une teinturerie et des magasins sont construits. Un jardin à la française orné d'un buffet d'eau est aménagé. Pendant près de deux siècles la manufacture est considérée comme l'une des plus florissantes manufactures textiles de la région.

### Révolution française et Empire
Les fréquents changements de propriétaires et la survenance de la période révolutionnaire provoquent le déclin du site. En 1793, la manufacture de Villeneuvette est achetée dans un état délabré par Denis Gayraud, qui entreprend sa remise en état.

### Époque contemporaine
À sa mort, Joseph Maistre, mari de l'une des trois nièces de Gayraud, héritières de l'entreprise, rachète la part de ses deux belles-sœurs. La manufacture désormais régie par Joseph, puis son fils Hercule Maistre, devient une sorte de modèle industriel, économique et social. Cependant la manufacture - qui a abandonné la production de draps fins de couleurs vives qui faisait son renom - devient dépendante des commandes publiques (draps d'habillement pour l'armée à partir de 1803, ainsi que d'ordres religieux, lycées ou équipement des wagons de chemin de fer). Poursuivant son activité jusqu'à la deuxième moitié du XXe siècle, son site est inscrit depuis 2014 au titre des monuments historiques.
Parmi les personnalités les plus marquantes de ce village, outre Denis Gayraud, on peut citer dans cette dynastie :
- Joseph Maistre (1766-1843) ;
- Ses fils Hercule (1797-1858) et Fulcran Casimir (1799-1868), qui épousa Euphémie Delpon (1808-1843) ;
- Jules Maistre (1834-1909), fils de Casimir, industriel, écrivain, directeur de la manufacture ;
- Casimir Maistre, fils de Jules, né à Villeneuvette le 24 septembre 1877, décédé à Montpellier le 20 septembre 1957, géographe, explorateur en Afrique, puis directeur de la manufacture.

Bien entendu il s'agit là du patronat des XIXe et XXe siècles. Force est aussi de reconnaître qu'il existe d'autres personnalités importantes pour l'histoire de la manufacture, puisque celle-ci fut entièrement construite aux XVIIe et XVIIIe siècles par Pouget et Castanier d'Auriac sous l’impulsion d’une politique royale. C'est eux qui donnèrent au village son architecture classique, exemple tout à fait remarquable de cité idéale. Malheureusement, c’est une part réduite des archives concernant cette époque qui nous est parvenue, celle des XIXe et XXe siècles étant largement plus abondante.
Aux Maistre on doit les transformations du XIXe siècle, stigmates d'une marche en avant vers la modernité. Le fronton de la porte de la manufacture proclame : « Honneur au Travail. ». Une autre devise est visible (appartement privé) dans le grand escalier du pavillon de l'horloge de la maison des maîtres :《 Se coucher de bonne heure et se lever matin, c'est fortune, sagesse et santé. 》Les enfants travaillent dès l'âge de 12 ans, après avoir suivi une instruction scolaire sommaire à l'école payante de Villeneuvette. Enfants et adultes suivent des cours du soir. L'éducation est foncièrement chrétienne. Des services collectifs sont offerts : médecins, sapeurs-pompiers.
Si la manufacture fut prospère au temps des Lumières, l'époque de la révolution industrielle nous rappelle surtout le déclin inexorable des petites cités drapières du Languedoc face aux grands industriels du drap. Néanmoins, il est à noter que la manufacture de Villeneuvette fonctionna à plein régime durant la Première Guerre mondiale, s'étant spécialisée dans l'habillement des militaires depuis 1803.

## Politique et administration

### Rattachements administratifs et électoraux

#### Rattachements administratifs
La commune se trouve depuis 1942 dans l'arrondissement de Lodève du département de l'Hérault.
Elle faisait partie depuis 1793 du canton de Clermont-l'Hérault. Dans le cadre du redécoupage cantonal de 2014 en France, cette circonscription administrative territoriale a disparu, et le canton n'est plus qu'une circonscription électorale.

#### Rattachements électoraux
Pour les élections départementales, la commune fait partie depuis 2014 d'un nouveau canton de Clermont-l'Hérault porté de 15 à 40 communes..
Pour l'élection des députés, elle fait partie de la cinquième circonscription de l'Hérault.

### Intercommunalité
Villeneuvette est membre de la communauté de communes du Clermontais, un établissement public de coopération intercommunale (EPCI) à fiscalité propre créé fin 2000 et auquel la commune a transféré un certain nombre de ses compétences, dans les conditions déterminées par le code général des collectivités territoriales.

### Liste des maires
| Période       | Période                       | Identité        | Étiquette | Qualité |
| ------------- | ----------------------------- | --------------- | --------- | --- |
| 1947          | 1965                          | Albert Dardé    |           | |
| 1965          | décembre 1968                 | Camille Maistre |           | |
| décembre 1968 | décembre 1983                 | Bruno Maistre   |           | |
| décembre 1983 | mars 1995                     | Guy Littaye     |           | |
| mars 1995     | mars 2001                     | Gérard Maistre, |           | |
| mars 2001     | mars 2008                     | Nicolas Mignani |           | |
| mars 2008     | mai 2020                      | Eric Vidal      | SE        | Retraité de l'enseignement                                                                                                |
| mai 2020      | septembre 2022,               | Jacky Pérez     |           | Démissionnaire |
| décembre 2022 | En cours (au 29 janvier 2024) | Laurent Albert  |           | Profession intermédiaire de la santé et du travail social Président du COPIL du site Natura 2000 “Mines de Villeneuvette” |

## Population et société
Les habitants sont appelés les Villeneuvettois ou  Villeneuvettoises.

### Démographie
L'évolution du nombre d'habitants est connue à travers les recensements de la population effectués dans la commune depuis 1793. Pour les communes de moins de 10 000 habitants, une enquête de recensement portant sur toute la population est réalisée tous les cinq ans, les populations de référence des années intermédiaires étant quant à elles estimées par interpolation ou extrapolation. Pour la commune, le premier recensement exhaustif entrant dans le cadre du nouveau dispositif a été réalisé en 2008.

En 2022, la commune comptait 66 habitants, en évolution de −7,04 % par rapport à 2016 (Hérault : +7,49 %, France hors Mayotte : +2,11 %).
| 1793 | 1800 | 1806 | 1821 | 1831 | 1836 | 1841 | 1846 | 1851 |
| ---- | ---- | ---- | ---- | ---- | ---- | ---- | ---- | ---- |
| 169  | 175  | 151  | 169  | 401  | 378  | 392  | 385  | 341  |

| 1856 | 1861 | 1866 | 1872 | 1876 | 1881 | 1886 | 1891 | 1896 |
| ---- | ---- | ---- | ---- | ---- | ---- | ---- | ---- | ---- |
| 384  | 360  | 315  | 267  | 266  | 313  | 309  | 313  | 295  |

| 1901 | 1906 | 1911 | 1921 | 1926 | 1931 | 1936 | 1946 | 1954 |
| ---- | ---- | ---- | ---- | ---- | ---- | ---- | ---- | ---- |
| 300  | 290  | 272  | 197  | 194  | 225  | 185  | 104  | 96   |

| 1962 | 1968 | 1975 | 1982 | 1990 | 1999 | 2006 | 2008 | 2013 |
| ---- | ---- | ---- | ---- | ---- | ---- | ---- | ---- | ---- |
| 94   | 61   | 50   | 75   | 83   | 85   | 69   | 65   | 70   |

| 2018 | 2022 | - | - | - | - | - | - | - |
| ---- | ---- | - | - | - | - | - | - | - |
| 70   | 66   | - | - | - | - | - | - | - |

Villeneuvette est une commune rurale qui a connu un pic de population de 401 habitants en 1831.  

## Économie

### Emploi
|                | 2008   | 2013   | 2018  |
| -------------- | ------ | ------ | ----- |
| Commune        | 7,1 %  | 12,2 % | 5,3 % |
| Département    | 10,1 % | 11,9 % | 12 %  |
| France entière | 8,3 %  | 10 %   | 10 %  |

En 2018, la population âgée de 15 à 64 ans s'élève à 38 personnes, parmi lesquelles on compte 71,1 % d'actifs (65,8 % ayant un emploi et 5,3 % de chômeurs) et 28,9 % d'inactifs,. Depuis 2008, le taux de chômage communal (au sens du recensement) des 15-64 ans est inférieur à celui de la France et du département.
La commune est hors attraction des villes,. Elle compte 18 emplois en 2018, contre 32 en 2013 et 26 en 2008. Le nombre d'actifs ayant un emploi résidant dans la commune est de 27, soit un indicateur de concentration d'emploi de 66,3 % et un taux d'activité parmi les 15 ans ou plus de 48,3 %.
Sur ces 27 actifs de 15 ans ou plus ayant un emploi, 13 travaillent dans la commune, soit 48 % des habitants. Pour se rendre au travail, 81,5 % des habitants utilisent un véhicule personnel ou de fonction à quatre roues, 7,4 % les transports en commun, 7,4 % s'y rendent en deux-roues, à vélo ou à pied et 3,7 % n'ont pas besoin de transport (travail au domicile).

### Activités hors agriculture
12 établissements sont implantés  à Villeneuvette au 31 décembre 2019.
Le secteur du commerce de gros et de détail, des transports, de l'hébergement et de la restauration est prépondérant sur la commune puisqu'il représente 58,3 % du nombre total d'établissements de la commune (7 sur les 12 entreprises implantées  à Villeneuvette), contre 28 % au niveau départemental.

### Agriculture
|               | 1988 | 2000 | 2010 | 2020 |
| ------------- | ---- | ---- | ---- | ---- |
| Exploitations | 4    | 1    | 0    | 3    |
| SAU (ha)      | 100  | 1    | 0    | 88   |

La commune est dans le « Soubergues », une petite région agricole occupant le nord-est du département de l'Hérault. En 2020, l'orientation technico-économique de l'agriculture  sur la commune est la viticulture. Trois exploitations agricoles ayant leur siège dans la commune sont dénombrées lors du recensement agricole de 2020 (quatre en 1988). La superficie agricole utilisée est de 88 ha,,.

## Culture locale et patrimoine

### Lieux et monuments
Villeneuvette est inscrite à l'inventaire des Monuments Historiques de puis 2014 et fait partie des sites patrimoniaux remarquables depuis 2016 après son classement en Zone de protection du patrimoine architectural, urbain et paysager (ZPPAUP) en 1995.
Villeneuvette comporte plusieurs constructions inscrites à l'inventaire des monuments historiques comme le porche d'entrée, la chapelle et l'aqueduc du « pont de l'Amour ». Plusieurs bâtiments encore existants donnent une idée de la qualité de l'environnement et du logement dont bénéficièrent les ouvriers tisserands et leurs familles dans cette « ville nouvelle »  construite de toutes pièces au XVIIe siècle.
L'ancien réseau hydraulique qui alimentait la manufacture depuis Mourèze est partiellement conservé.
On peut signaler : 
- Portail d'entrée du village, qui portait initialement la mention « Manufacture royale », remplacée en 1848 par « Honneur au travail »[30].

- Église Notre-Dame-de-l'Assomption de Villeneuvette,  Inscrite MH (2014)[44],[45],[30].

- La manufacture  Inscrite MH (1945)[46],[47], datant de 1733 et 1871

### Personnalités liées à la commune
Parmi les personnalités récentes qui ont vécu à Villeneuvette :
- Guy Littaye, maire de 1984 à 1995, fut décorateur pour le cinéaste Claude Chabrol.
- Bernard Kohn, premier adjoint de 2001 à 2007, urbaniste et architecte, concepteur, entre autres, de la cité judiciaire de Clermont-Ferrand, du palais de justice de Montpellier et de stations Meteor de la ligne 14 à Paris. Il est le fondateur de l'association La Manufacture des Paysages.

## Pour approfondir

### Fonds d'archives
- Série : Délibérations du conseil municipal (1838-1925) [2 registes]. Fonds : Archives communales de Villeneuvette; Cote : 62 PUB. Villeneuvette : Mairie de Villeneuvette (lire en ligne).